# Ensianblåfugl
Ensianblåfuglen (Phengaris alcon) er en sommerfugl i blåfuglefamilien. Den er udbredt i Europa, især Mellemeuropa, samt det nordlige Asien. I Danmark ses den på Læsø, ved Skagen og ned langs den jyske vestkyst. Den ses ikke andre steder i landet. Larven lever på planten klokkeensian og har et tæt forhold til visse arter af stikmyrer (Myrmica).
Arten blev videnskabeligt beskrevet af de østrigske zoologer Michael Denis og Johann Ignaz Schiffermüller i 1775.

## Udseende
Ensianblåfugl ligner sortplettet blåfugl og isblåfugl. Hunnen har dog mindre blåt på oversiden og de sorte pletter er mindre markante og mere sammenflydende end hos sortplettet blåfugl. Hannen kan kendes på at være større og med en mere mat blå farve, men kan variere fra himmelblå til violetblå. Undersiden hos begge køn er mere brun og med svagere pletter end hos sortplettet blåfugl og mangler de orange pletter hos isblåfugl. Der er dog stor variation i udseendet.

## Livscyklus
Ensianblåfuglens larve passerer tre hudskifter, hvorefter den lader sig dumpe ned på jorden. Her bliver den samlet op af stikmyrer (Myrmica rubra eller Myrmica ruginodis), fordi sommerfuglelarven efterligner duften af myrernes egne larver, og bliver båret med ned i boet. Den dufter for myrerne så godt, at den uden videre bliver fodret af arbejdere og endda også fornøjer sig med myrernes egne larver. Den bliver i boet et år til den har forpuppet sig, og forlader så boet som sommerfugl.

## Larvens foderplanter
Ensianblåfuglens larve har som navnet antyder ensian-arter som foderplante; specielt klokke-ensian er et yndet valg.